# 桂林橡膠機械廠
桂林橡膠機械廠（英語：Guilin Rubber Machinery Factory），1982年正式劃歸中國化工裝備總公司，也就是由中國化工集團公司轄下企業，1966年成立，1969年投產，2005年被中國化工集團公司收購，主要業務涉及橡胶机械研发、制造及出口基地等。董事長兼總經理為周保弟。
總部位於广西桂林市将军路24号。